# Cossy Orjiakor
Cossy Orjiakor (sinh ngày 16 tháng 10 năm 1984) là tên của một nữ diễn viên, ca sĩ, nhà sản xuất phim người Nigeria. Bà bắt đầu nổi tiếng khi xuất hiện trong một video âm nhạc của Obesere. Ngoài ra, bà còn được biết đến với việc khoe ngực trong các sự kiện xã hội và video âm nhạc. Năm 2015, bà sản xuất một bộ phim đầu tiên tên là Power girls.

## Lí lịch
Bà sinh ra ở bang Anambra và vào trường đại học Nigeria ở Nsukkarồi tốt nghiệp với bằng kế toán và quản lí. Sau đó, bà vào trường đại học Lagos và nhận được bằng thạc sĩ.

## Sự nghiệp
Bà rất mạo hiểm khi tham gia nhiều khía cạnh trong giới giải trí. Năm 2013, bà phát hành một album đầu tay tên là Nutty Queen. Bà đã bác bỏ các cáo buộc khỏa thân hoàn toàn trong một bộ phim.
Tháng 1 năm 2013, bà bị một người viết blog nữ cảnh cáo để sửa đổi lối sống tiêu cực của mình vì nó sẽ ảnh hưởng đến những cô gái người Igbo. Bà đã đáp trả lại rằng đó là một hành động của "sự thất nghiệp" và sự nghiệp của bà đã làm cho quốc tế biết đến đất nước Nigeria.

## Đời tư
Được biết với việc khoe ngực tại các sự kiện xã hội, bà đã mô tả nó là một quà tuyệt vời của Thiên chúa và bổ sung thêm là bà sẽ không cho con mình bú sữa trực tiếp để giữ cho ngực săn chắc.
Tờ Daily Post mô tả bà là "ngôi sao ngực" của Nollywood (nền công nghiệp điện ảnh của Nigeria). Kế đến là tờ Vanguard đã mô tả bà là ca sĩ, diễn viên "mang ngực".
Sau bắt giữ một người đàn ông vì đã đặt tên cho con chó của mình là Buhari vào năm 2016 (tổng thống Nigeria là Muhammadu Buhari từ năm 2015 đến hiện tại), Cossy Orjiakor đã nói trên phương tiện truyền thông đại chúng rằng mình đã đặt tên cho con chó của mình là Buhari và Jonathan (tổng thống Nigeria ở nhiệm kì trước ông Buhari là Goodluck Jonathan) và thách thức cảnh sát đến bắt giữ bà. Đây là cách để bà ủng hộ quyền của công dân bình thường.

## Phim ảnh
- Itohan (directed by Chico Ejiro)[7]
- Ara Saraphina
- Anini
- Amobi
- Papa Ajasco